# La Part-Dieu (winkelcentrum)
Westfield La Part-Dieu is een winkelcentrum in de gelijknamige wijk in de Franse stad Lyon, midden in het dichtbevolkte 3e arrondissement, in de nabijheid van het belangrijkste station van de stad, station Lyon-Part-Dieu. Het is het grootste winkelcentrum van de stad, en een van de grootste van Frankrijk. Naar bezoekersaantallen is La Part-Dieu het op twee na grootste winkelcentrum van Europa. Het winkelcentrum is bereikbaar met lijn B van de metro van Lyon, lijn 1 van de tram van Lyon en de sneltram Rhônexpress. 